# Futureal
Futureal е сингъл на британската метъл група Айрън Мейдън, от албума „Virtual XI“. Няколко месеца след излизането на сигъла Блейз Бейли напуска групата. Песента е сред най-популярните на групата, според допитване до феновете, в резултат на което е съставен албумът „Ed Hunter“, както и едноименната игра. Това е второто парче на Бейли, което е включено в компилацията „Edward The Great“ (другото е „Man on the Edge“). Парчето често е изпълнявано по време на турнето Ed Huntour и става едно от петте парчета на Бейли, които още се изпълняват по коцерти (другите са „The Sign of the Cross“, „Man on the Edge“, „Lord of the Flies“ и „The Clansman“). Докато Мейдън изпълняват парчето, гигантски робот Еди излиза на сцената и напада някои от членовете на групата. На обложката Еди е изобразен като киборг, подобно на тази от „Somewhere in Time“.

## Състав
- Блейз Бейли – вокал
- Дейв Мъри – китара
- Яник Герс – китара, беквокали
- Стив Харис – бас, беквокали
- Нико Макбрейн – барабани

|  | Тази страница частично или изцяло представлява превод на страницата Futureal в Уикипедия на английски. Оригиналният текст, както и този превод, са защитени от Лиценза „Криейтив Комънс – Признание – Споделяне на споделеното“, а за съдържание, създадено преди юни 2009 година – от Лиценза за свободна документация на ГНУ. Прегледайте историята на редакциите на оригиналната страница, както и на преводната страница, за да видите списъка на съавторите. ВАЖНО: Този шаблон се отнася единствено до авторските права върху съдържанието на статията. Добавянето му не отменя изискването да се посочват конкретни източници на твърденията, които да бъдат благонадеждни. |